# Lista de singles número um de Natal no Reino Unido
No Reino Unido, singles número um de Natal são as gravações individuais que entraram nas paradas musicais da UK Singles Chart na semana anterior ao Dia de Natal.

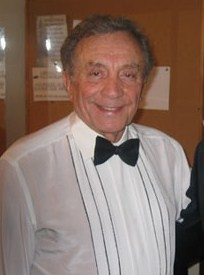
Al Martino, a primeira pessoa a alcançar o primeiro lugar no Natal

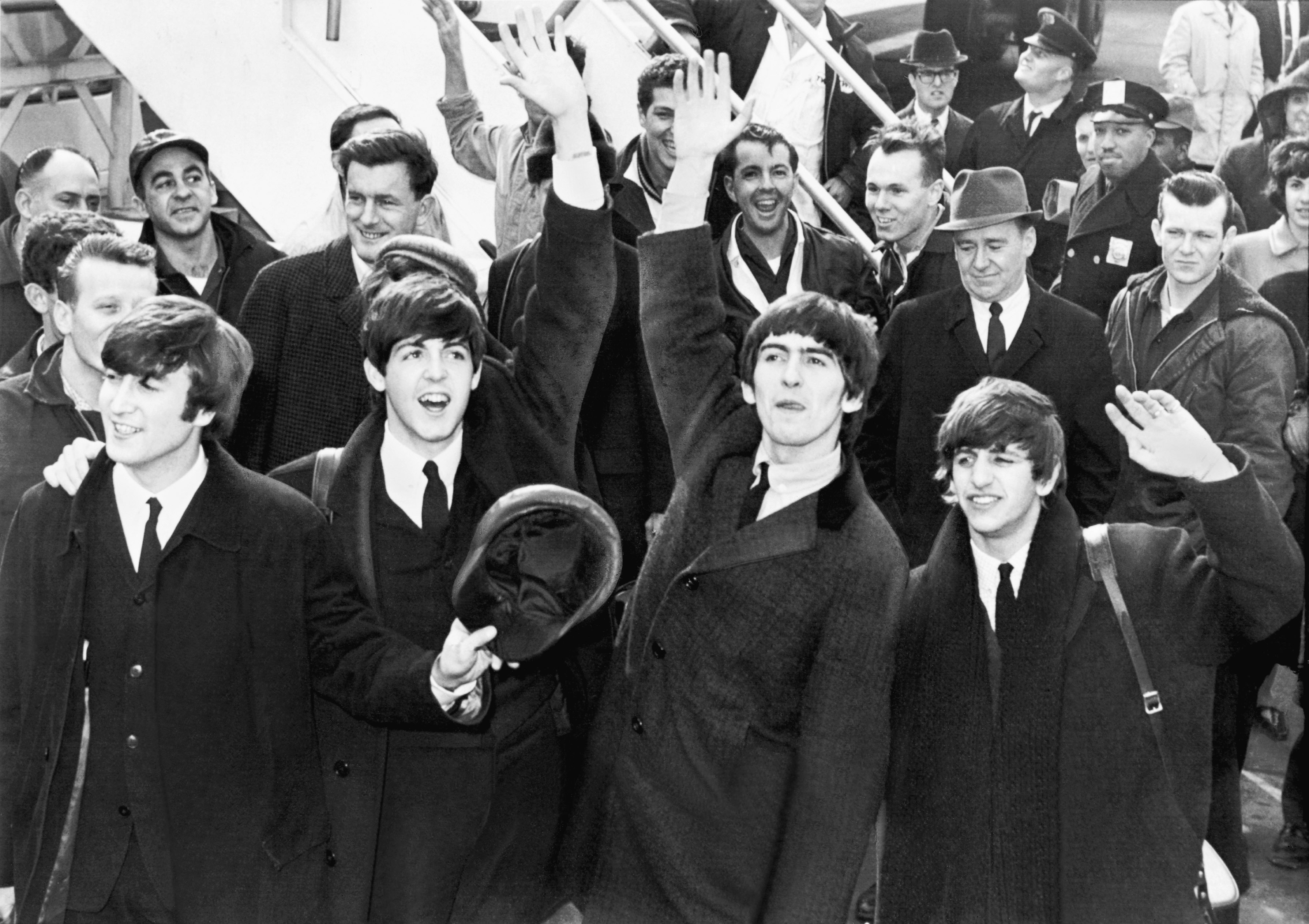
Os Beatles tiveram quatro singles número um no Natal durante a década de 1960, três dos quais foram consecutivos.

Bob Geldof, o criador do Supergrupo Band Aid ocupou o primeiro lugar no Natal em 1984, 1989 e 2004

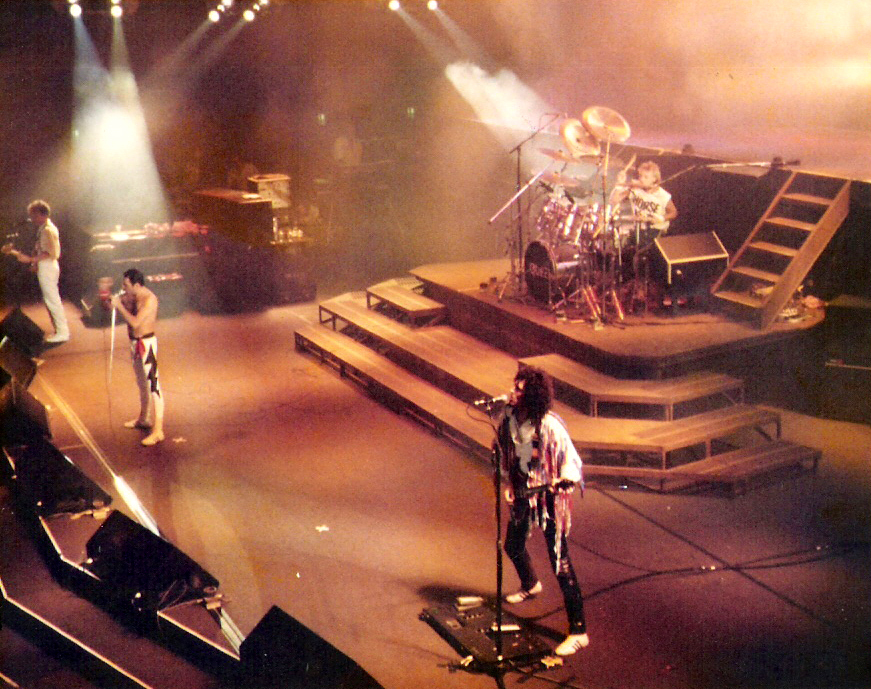
Bohemian Rhapsody, da banda Queen, alcançou o número um no Natal duas vezes, em 1975 e 1991

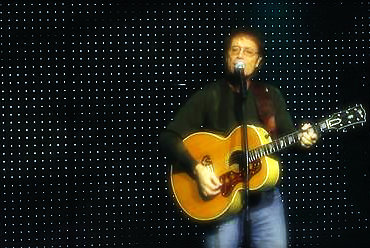
Cliff Richard, que alcançou o número um no Natal quatro vezes (sendo uma como parte do Band Aid II)

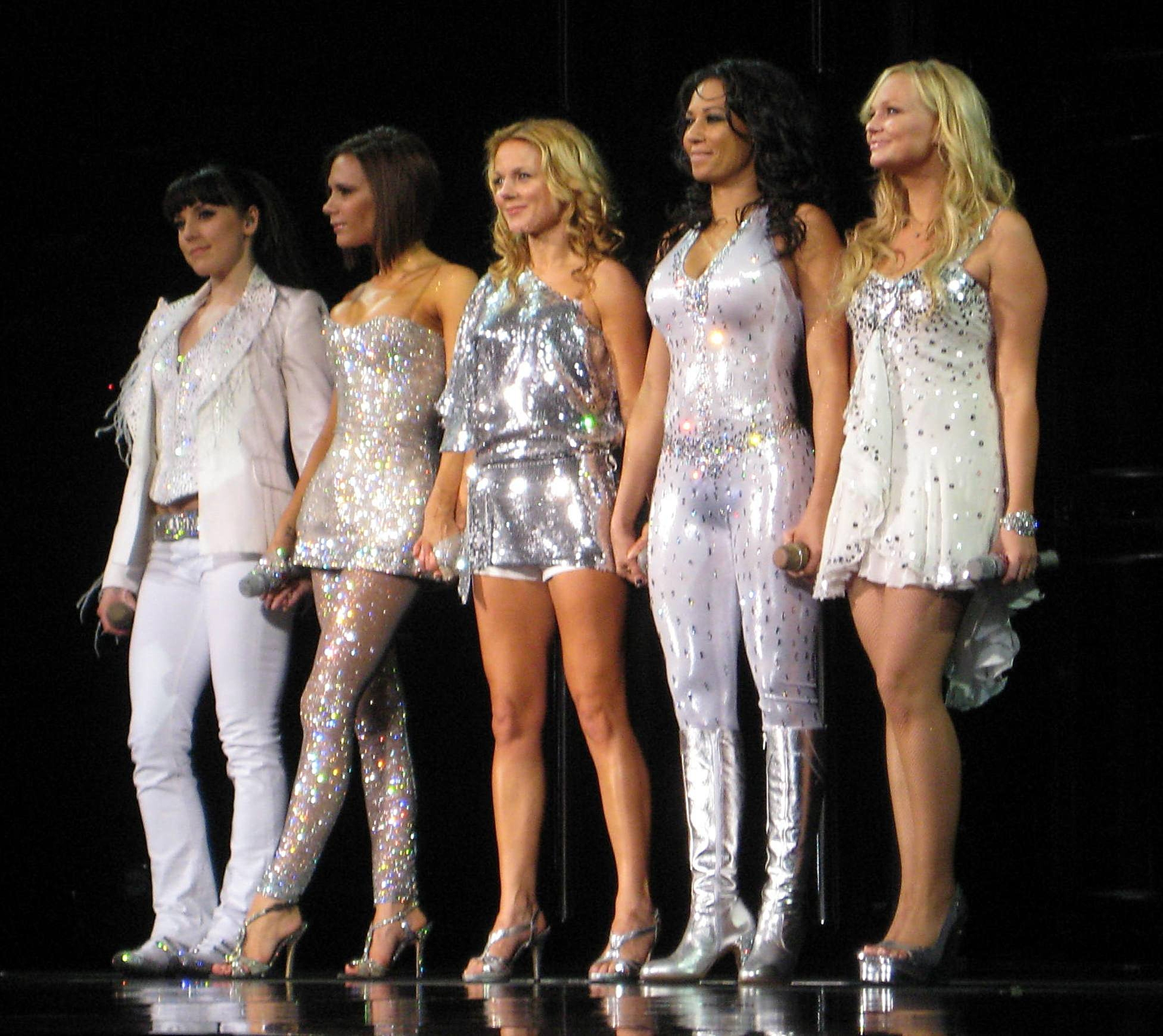
As Spice Girls conseguiram três singles números um de Natal consecutivos na década de 1990.

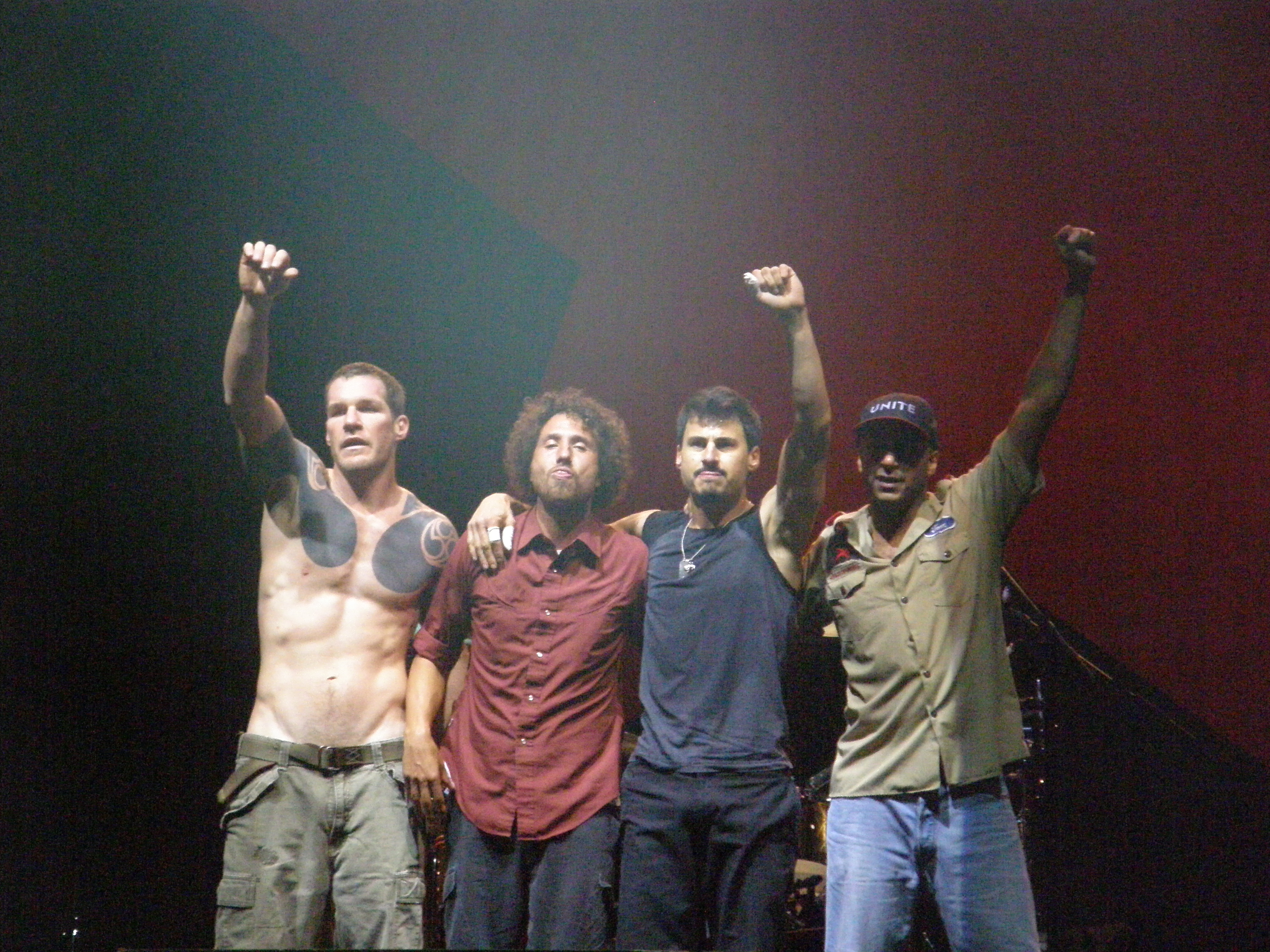
Rage Against The Machine, cuja canção Killing in the Name alcançou o número um do Natal em 2009, 17 anos após o lançamento original da música

| Ano  | Artista                                         | Canção                                                  | Semanas em que ficou em 1° |
| ---- | ----------------------------------------------- | ------------------------------------------------------- | -------------------------- |
| 1952 | Al Martino                                      | "Here in My Heart"                                      | 9                          |
| 1953 | Frankie Laine                                   | "Answer Me"                                             | 8                          |
| 1954 | Winifred Atwell                                 | "Let's Have Another Party"                              | 5                          |
| 1955 | Dickie Valentine                                | "Christmas Alphabet"                                    | 3                          |
| 1956 | Johnnie Ray                                     | "Just Walkin' in the Rain"                              | 7                          |
| 1957 | Harry Belafonte                                 | "Mary's Boy Child"                                      | 7                          |
| 1958 | Conway Twitty                                   | "It's Only Make Believe"                                | 5                          |
| 1959 | Emile Ford & The Checkmates                     | "What Do You Want to Make Those Eyes at Me For?"        | 6                          |
| 1960 | Cliff Richard & The Shadows                     | "I Love You"                                            | 2                          |
| 1961 | Danny Williams                                  | "Moon River"                                            | 2                          |
| 1962 | Elvis Presley                                   | "Return to Sender"                                      | 3                          |
| 1963 | The Beatles                                     | "I Want to Hold Your Hand"                              | 5                          |
| 1964 | The Beatles                                     | "I Feel Fine"                                           | 5                          |
| 1965 | The Beatles                                     | "Day Tripper" / "We Can Work It Out"                    | 5                          |
| 1966 | Tom Jones                                       | "Green Green Grass of Home"                             | 7                          |
| 1967 | The Beatles                                     | "Hello, Goodbye"                                        | 7                          |
| 1968 | The Scaffold                                    | "Lily the Pink"                                         | 3                          |
| 1969 | Rolf Harris                                     | "Two Little Boys"                                       | 6                          |
| 1970 | Dave Edmunds                                    | "I Hear You Knocking"                                   | 6                          |
| 1971 | Benny Hill                                      | "Ernie (The Fastest Milkman in the West)"               | 4                          |
| 1972 | Little Jimmy Osmond                             | "Long Haired Lover From Liverpool"                      | 5                          |
| 1973 | Slade                                           | "Merry Xmas Everybody"                                  | 5                          |
| 1974 | Mud                                             | "Lonely This Christmas"                                 | 4                          |
| 1975 | Queen                                           | "Bohemian Rhapsody"                                     | 9                          |
| 1976 | Johnny Mathis                                   | "When A Child Is Born (Soleado)"                        | 3                          |
| 1977 | Wings                                           | "Mull of Kintyre"                                       | 9                          |
| 1978 | Boney M                                         | "Mary's Boy Child" / "Oh My Lord"                       | 4                          |
| 1979 | Pink Floyd                                      | "Another Brick in the Wall (Part 2)"                    | 5                          |
| 1980 | St Winifred's School Choir                      | "There's No-one Quite Like Grandma"                     | 2                          |
| 1981 | The Human League                                | "Don't You Want Me"                                     | 5                          |
| 1982 | Renée and Renato                                | "Save Your Love"                                        | 4                          |
| 1983 | The Flying Pickets                              | "Only You"                                              | 5                          |
| 1984 | Band Aid                                        | "Do They Know It's Christmas?"                          | 5                          |
| 1985 | Shakin' Stevens                                 | "Merry Christmas Everyone"                              | 2                          |
| 1986 | Jackie Wilson                                   | "Reet Petite"                                           | 4                          |
| 1987 | Pet Shop Boys                                   | "Always on My Mind"                                     | 4                          |
| 1988 | Cliff Richard                                   | "Mistletoe and Wine"                                    | 4                          |
| 1989 | Band Aid II                                     | "Do They Know It's Christmas?"                          | 3                          |
| 1990 | Cliff Richard                                   | "Saviour's Day"                                         | 1                          |
| 1991 | Queen                                           | "Bohemian Rhapsody" / "These Are the Days of Our Lives" | 5                          |
| 1992 | Whitney Houston                                 | "I Will Always Love You"                                | 10                         |
| 1993 | Mr Blobby                                       | "Mr Blobby"                                             | 2                          |
| 1994 | East 17                                         | "Stay Another Day"                                      | 5                          |
| 1995 | Michael Jackson                                 | "Earth Song"                                            | 6                          |
| 1996 | Spice Girls                                     | "2 Become 1"                                            | 3                          |
| 1997 | Spice Girls                                     | "Too Much"                                              | 2                          |
| 1998 | Spice Girls                                     | "Goodbye"                                               | 1                          |
| 1999 | Westlife                                        | "I Have A Dream" / "Seasons in the Sun"                 | 4                          |
| 2000 | Bob The Builder                                 | "Can We Fix It?"                                        | 3                          |
| 2001 | Robbie Williams & Nicole Kidman                 | "Somethin' Stupid"                                      | 3                          |
| 2002 | Girls Aloud                                     | "Sound of the Underground"                              | 4                          |
| 2003 | Michael Andrews & Gary Jules                    | "Mad World"                                             | 3                          |
| 2004 | Band Aid 20                                     | "Do They Know It's Christmas?"                          | 4                          |
| 2005 | Shayne Ward                                     | "That's My Goal"                                        | 4                          |
| 2006 | Leona Lewis                                     | "A Moment Like This"                                    | 4                          |
| 2007 | Leon Jackson                                    | "When You Believe"                                      | 3                          |
| 2008 | Alexandra Burke                                 | "Hallelujah"                                            | 3                          |
| 2009 | Rage Against the Machine                        | "Killing in the Name"                                   | 1                          |
| 2010 | Matt Cardle                                     | "When We Collide"                                       | 3                          |
| 2011 | Military Wives com Gareth Malone                | "Wherever You Are"                                      | 1                          |
| 2012 | The Justice Collective                          | "He Ain't Heavy, He's My Brother"                       | 1                          |
| 2013 | Sam Bailey                                      | "Skyscraper"                                            | 1                          |
| 2014 | Ben Haenow                                      | "Something I Need"                                      | 1                          |
| 2015 | A Bridge over You                               | "Lewisham and Greenwich NHS Choir"                      | 1                          |
| 2016 | Clean Bandit featuring Sean Paul and Anne-Marie | "Rockabye"                                              | 9                          |
| 2017 | Ed Sheeran                                      | "Perfect"                                               | 6                          |
| 2018 | LadBaby                                         | "We Built This City"                                    | 1                          |